# Liberalno-Społeczni
Liberalno-Społeczni – koło poselskie działające w Sejmie VIII kadencji.
Powstanie koła ogłoszono 15 czerwca 2018. Założyli je posłowie, którzy w maju tego samego roku odeszli z partii Nowoczesna: Ryszard Petru (jej założyciel i pierwszy przewodniczący), Joanna Scheuring-Wielgus i Joanna Schmidt (wiceprzewodnicząca ALDE). Założyciele koła zadeklarowali zamiar powołania w kilkumiesięcznej perspektywie partii politycznej. Przewodniczącym koła był Ryszard Petru. Koło tworzyły osoby o poglądach liberalnych i socjalliberalnych. We wrześniu złożono wniosek o rejestrację partii o tej samej nazwie, która nastąpiła 6 listopada tego samego roku (jej przewodniczącym został Ryszard Petru, a skarbnikiem Marcin Grunwald; wśród założycieli był także były szef młodzieżówki Nowoczesnej Adam Kądziela). 11 dni później ugrupowanie zostało zaprezentowane pod nową nazwą Teraz!. Kolejne trzy dni później koło poselskie LS zostało przerejestrowane na koło Teraz!.

## Posłowie
- Ryszard Petru, okręg Warszawa I
- Joanna Scheuring-Wielgus, okręg Toruń
- Joanna Schmidt, okręg Poznań